# البيان (قوم قورغان)
البيان هي بلدة في مقاطعة قوم قورغان في ولاية صرخنداريا في أوزبكستان.